# Movimento de Arte Pornô
O Movimento de Arte Pornô foi um movimento artístico brasileiro de vanguarda que começou em 1980 e terminou em 1982.
O movimento foi pioneiro no uso da pornografia como um meio inovador de arte e como uma forma de resistência política durante a ditadura militar. O movimento foi experimental do ponto de vista formal, politicamente progressista e socialmente não-normativo. O uso da palavra diva "pornô" foi deliberado, no entanto não houve produção de pornografia convencional, muito pelo contrário, rejeitou-se o erotismo — que era aceito pela ditadura e subverteu-se a lógica da pornografia para criar alternativas sociais, políticas e estéticas em que eram empregados humor, escatologia, surpresa, poesia, performance, política do corpo e pansexualidade.
As atividades do movimento terminaram em 1982, mas algumas performances isoladas foram realizadas e algumas publicações foram feitas até 1984. O livro “Antolorgia”, publicado em 1984, foi a última publicação do movimento.

## História
O Arte Pornô, também conhecido como Poesia Pornô ou Pornismo, foi concebido por Eduardo Kac e Cairo Trindade no início de 1980, no Rio de Janeiro. Juntos, eles lançaram o movimento publicamente em 30 de março de 1980, em uma intervenção chamada “Pelo Topless Literário” no Posto 9 na Praia de Ipanema. A intervenção consistiu em performances, leituras de poesia, exibição de banners com os slogans do grupo e distribuição de publicações. O Posto 9 foi uma escolha estratégica: era considerado na época o epicentro da Praia (e, como consequência, um importante ponto focal da cidade).
Logo após o “Topless Literário”, Kac e Trindade convidaram Teresa Jardim para se juntar a eles e formar o braço performático do movimento — “Gang”. Braulio Tavares, Ana Miranda, Cynthia Dorneles, Sandra Terra e Denise Trindade também se apresentaram com o grupo.
Kac e Cairo Trindade criaram o “Manifesto Pornô” em maio de 1980, que foi publicado no zine “Gang”, n. 1 em Setembro de 1980. O movimento publicou três edições da zine “Gang”, além de livretos, etiquetas, camisetas, gravuras, histórias em quadrinhos, livros de artista e antologias.
Entre 1980 e 1982, todas as sextas-feiras a "Gang" realizou performances na Cinelândia - principal praça do Rio de Janeiro, circundada pelo Teatro Municipal, Biblioteca Nacional, Câmara Municipal e Museu Nacional de Belas Artes.
Em 9 de setembro de 1980, os membros da “Gang” leram em voz alta o “Manifesto Pornô” na Cinelândia para um público composto de intelectuais e transeuntes. A localidade foi uma manobra estratégica, pois a Cinelândia era considerada o coração do Rio de Janeiro.
Em 13 de fevereiro de 1982, a “Gang” apresentou no Posto 9 da Praia de Ipanema a sua última grande intervenção pública. O evento explorou o repertório desenvolvido pelo movimento durante os dois anos anteriores, incluindo uma grande variedade de obras, publicações, e adereços, e culminou com uma passeata nudista ao longo da praia, terminando com um mergulho coletivo no mar — simbolizando auto-renovação, o início de um caminho melhor para além do conservadorismo político e estético vigente. O nudismo na praia de Ipanema era e ainda é proibido por lei, assim como em toda orla.
O cinegrafista e fotógrafo Belisário Franca acompanhou a “Gang” entre 1980 e 1982, produzindo a documentação fotográfica de muitas de suas intervenções/performances.
O Movimento de Arte Pornô antecipou o uso da pornografia como uma forma crítica e criativa de arte, o que foi visto posteriormente na obra de Jeff Koons, Annie Sprinkle, Sue Williams, Santiago Sierra, Shu Lea Cheang, Wim Delvoye e os artistas incluídos na compilação “Destricted” (2006)
O movimento começou a ser redescoberto em 2010, quando a galeria de arte Laura Marsiaj exibiu a série “Pornogramas” (1980-1982) de Eduardo Kac. A primeira exposição em museu do Movimento de Arte Pornô foi no Museu Reina Sofia, em Madrid, na exposição “Perder a Forma Humana,” realizada em outubro de 2012, e documentada em catálogo.

## Principais Participantes
- Eduardo Kac
- Sandra Bréa
- Cairo Trindade
- Teresa Jardim
- Glauco Mattoso
- Braulio Tavares
- Cynthia Dorneles
- Hudinilson Junior
- Leila Miccolis
- Ota
- Siegbert Franklin
- Alberto Harrigan
- Hélio Lete (Hélio Leites)
- Denise Trindade
- Sandra Terra
- Ana Miranda
- Paulo Veras
- Belisario Franca

## Formas Artísticas
O Movimento de Arte Pornô produziu trabalhos em uma variedade de meios, incluindo performance, poesia, grafite, desenho, fotografia, quadrinhos e artes gráficas. Glauco Mattoso criou o Jornal Dobrábil, uma folha impressa frente e verso, escrita e com design realizado inteiramente em máquina de escrever. O jornal era visualmente instigante e continha indiscriminadamente pornografia clássica, experimental e popular.  Hudinilson Jr. criou um vocabulário visual com base em uma amostragem sistemática de seu próprio corpo por meio de reprografia (fotocopiadora). Leila Miccolis, Teresa Jardim e Cynthia Dorneles desenvolveram suas respectivas vozes poéticas por meio de uma forma de feminismo que combinou uma pornografia livre e um posicionamento político liberal. Ota produziu cartuns, convites, cartazes e histórias em quadrinhos por meio dos quais ele divulgou as propostas e os eventos do movimento com humor. A poesia de Braulio Tavares, Denise Trindade e os desenhos de Siegbert Franklin também foram importantes contribuições para o movimento. Eduardo Kac usava uma minissaia rosa no dia-a-dia publicamente como uma forma de forjar uma nova subjetividade. Kac também desenvolveu os Pornogramas, um híbrido de arte corporal, design, resistência política, performance, ativismo, fotografia e poesia. Kac incluiu dois Pornogramas em seu livro de artista “Escracho”, publicado em 1983.